# 台中市公車220路
台中市公車220路目前行駛自豐原轉運中心到國安社區（宜寧中學），此路線大部份行駛於民生路。本路線行經社口，且與63路路權不同。

## 歷史
- 2013年1月1日：6539（豐原－橫山）與6599（豐原－社口－臺中榮總）整併為臺中市公車220（豐原－社口－臺中榮總）。
- 2013年9月30日：「大社」站更名為「岸裡國小」。
- 2014年9月1日：增開8班次，由24班調整為32班（豐原端增開06:20、12:00、19:00、20:00；臺中榮總端增開07:20、13:00、20:00、21:00）。
- 2014年12月22日：增停「臺中榮總（東大路）」站（單邊設站，往臺中榮總方向）；將「福雅安林路口」站更名為 「水臨橋」站，「宏臺社區」站更名為「宏台別墅」站。
- 2015年3月16日：增停「永和六甲巷口」。
- 2015年8月15日：增停「福雅路321巷口」。
- 2015年9月30日：增停「福雅路252巷口」。
- 2015年12月21日：「楓樹腳」更名為「楓樹腳（上楓國小）」。
- 2016年5月31日：增停「五龍公園」（單邊設站，往臺中榮總方向）。
- 2016年10月16日：調整行駛路線至豐原東站，調整後將「和平街」、「豐原」站位裁撤，調整後路線名稱由「豐原－臺中榮總（經社口）」變更為「豐原東站－臺中榮總（經社口）」。[2]
- 2017年2月13日：新增繞駛路線（豐原東站－大華國中－臺中榮總），繞駛大華國中並增停「大華國中（學府路）」、「南大雅」、「中清雅潭路口」，僅於平日行駛，例假日停駛。
- 2017年8月20日：「豐原郵局」更名為「臺灣企銀（豐原郵局）」。
- 2018年1月8日：繞駛路線將「南大雅」裁撤。
- 2018年10月22日：調整繞駛路線發車時刻，並調整臺中榮總附近行駛動線：
  - 去程：動線不變，「福科國中」及「西屯玉門路口」改為單向往臺中榮總方向停靠。
  - 回程：原行經玉門路調整行經福林路，調整後原「玉門臺灣大道口」、「玉門福科路口」、「榮總宿舍」、「西屯玉門路口」及「福科國中」裁撤，另增設「福科國中（福林路）」。
- 2018年12月24日：調整發車時刻，豐原東站20:00發車調整為20:15發車，臺中榮總21:00發車調整為21:15發車。
- 2019年5月1日：主線、繞駛路線皆增設「福林福順路口」（單邊往豐原東站設站）。
- 2019年9月21日：配合豐原東站轉運中心興建施工，「豐原東站」下車地點調整至「豐原東站臨時下車站」站牌處(豐陽路150號旁)。
- 2019年10月1日：調整部分班次發車時刻。
- 2019年10月17日：調整部分班次發車時刻。
- 2022年5月1日：起迄端點由「臺中榮總（臺灣大道）」站，調整至「國安社區（宜寧中學）」站，併微調發車時刻。[3]
- 2023年12月25日：調整發車時刻。[4]
- 2024年3月1日：取消停靠「瑞聯天地(東大路)」(往國安社區方向)單邊站位。

## 路線基本資料
220全程行車里數16.4公里(回程)/16.9公里(去程)，全程行車時間約60分。往豐原轉運中心共54站，往國安社區（宜寧中學）共55站。
去程：自豐原轉運中心起，沿豐原區豐陽路、向陽路、中正路、神岡區中山路、民生路、大雅區民生路四、三、二、一段、民興街、中清東路、雅潭路四段、中清路三段、永和路、西屯區福雅路、福科路、福康路、西屯路三段、東大路一段、臺灣大道四段到國安社區（宜寧中學）。回程：自國安社區（宜寧中學）起，沿西屯區臺灣大道四段、福林路，經過麗景天地後動線與去程相反。

### 時刻表
- 本時刻表最後更新日期2025年03月27日。時刻表僅供參考，請以豐原客運網站公告為準。

| 台中市公車220路平日時刻列表 | 台中市公車220路平日時刻列表 | 台中市公車220路平日時刻列表 | 台中市公車220路平日時刻列表 |
| --------------------------- | --------------------------- | --------------------------- | --------------------------- |
| 豐原轉運中心開時刻          | 豐原轉運中心開備註          | 國安社區（宜寧中學）開時刻  | 國安社區（宜寧中學）開備註  |
| 05:30                       | -                           | 06:30                       | -                           |
| 08:10                       | -                           | 07:25                       | 寒暑假週一至週五行駛        |
| 09:15                       | -                           | 08:00                       | -                           |
| 10:00                       | -                           | 09:25                       | -                           |
| 10:15                       | -                           | 10:25                       | -                           |
| 11:55                       | -                           | 11:15                       | -                           |
| 14:35                       | -                           | 11:25                       | -                           |
| 15:15                       | -                           | 13:05                       | -                           |
| 17:00                       | -                           | 18:20                       | -                           |
| 19:20                       | -                           | 20:25                       | -                           |

| 台中市公車220路例假日及國定假日時刻列表 | 台中市公車220路例假日及國定假日時刻列表 | 台中市公車220路例假日及國定假日時刻列表 | 台中市公車220路例假日及國定假日時刻列表 |
| --------------------------------------- | --------------------------------------- | --------------------------------------- | --------------------------------------- |
| 豐原轉運中心開時刻                      | 豐原轉運中心開備註                      | 國安社區（宜寧中學）開時刻              | 國安社區（宜寧中學）開備註              |
| 05:30                                   | -                                       | 06:30                                   | -                                       |
| 06:20                                   | 寒暑假週一至週五停駛                    | 08:00                                   | -                                       |
| 08:10                                   | -                                       | 09:25                                   | -                                       |
| 10:00                                   | -                                       | 11:15                                   | 寒暑假週一至週五停駛                    |
| 10:15                                   | -                                       | 11:25                                   | 寒暑假週一至週五停駛                    |
| 11:55                                   | -                                       | 13:05                                   | -                                       |
| 12:40                                   | -                                       | 13:50                                   | -                                       |
| 15:15                                   | -                                       | 16:40                                   | -                                       |
| 17:00                                   | -                                       | 18:20                                   | -                                       |
| 19:20                                   | -                                       | 20:25                                   | -                                       |

220繞全程行車里數16.4公里(回程)/16.9公里(去程)，全程行車時間約80分。往豐原轉運中心共56站，往國安社區（宜寧中學）共57站。
去程：自豐原轉運中心起，路線與主線相同，經過大雅後，沿中清東路、中清路三段、學府路並停靠大華國中（學府路），雅潭路四段、永和路，經過文雅里後與主線動線相同。回程：自國安社區（宜寧中學）起，路線與主線相同，經過文雅里後，沿中清路三段、學府路、雅潭路四段、中清東路，經過大雅後與主線動線相同。
- 本時刻表最後更新日期2025年03月27日。時刻表僅供參考，請以豐原客運網站公告為準。

| 台中市公車220繞平日時刻列表 | 台中市公車220繞平日時刻列表 | 台中市公車220繞平日時刻列表 | 台中市公車220繞平日時刻列表 |
| --------------------------- | --------------------------- | --------------------------- | --------------------------- |
| 豐原轉運中心開時刻          | 豐原轉運中心開備註          | 國安社區（宜寧中學）開時刻  | 國安社區（宜寧中學）開備註  |
| 06:00                       | -                           | 16:30                       | -                           |
| 06:20                       | -                           | 16:40                       | -                           |

| 台中市公車220繞寒暑假平日時刻列表 | 台中市公車220繞寒暑假平日時刻列表 | 台中市公車220繞寒暑假平日時刻列表 | 台中市公車220繞寒暑假平日時刻列表 |
| --------------------------------- | --------------------------------- | --------------------------------- | --------------------------------- |
| 豐原轉運中心開時刻                | 豐原轉運中心開備註                | 國安社區（宜寧中學）開時刻        | 國安社區（宜寧中學）開備註        |
| 06:00                             | -                                 | 11:15                             | -                                 |
| 06:20                             | -                                 | 11:25                             | -                                 |

例假日及國定假日停駛。

### 收費
- 依里程計費；刷電子票證10公里免費。
- 里程計費說明：
  - 基本里程：8公里。
  - 基本里程票價全票20元、半票11元。
  - 超過基本里程（8公里）計費方式：
    - 全票=[2.431 x 搭乘里程數x (1+5%營業稅)] （四捨五入）
    - 半票=[2.431 x 搭乘里程數x (1+5%營業稅)] x 50% （四捨五入）

  - 兒童、老人、身心障礙者及其陪伴者依規定半票收費。

### 停站
- 參見右側站牌路線圖。
- 路線圖更新時間為2025年3月31日。